# Gottfried Vopelius
Gottfried Vopelius (* 28. Januar 1645 in Herwigsdorf, heute Ortsteil von Rosenbach (Oberlausitz); † 3. Februar 1715 in Leipzig) war ein deutscher lutherischer Kantor und Lehrer in Leipzig.

## Leben und Wirken
Vopelius war der Sohn des seit 1636 in Herwigsdorf tätigen Pfarrers Christoph Vopelius (1591–1681) und seiner Frau Maria, geb. Mönch, verw. Theurich. Von seinen Geschwistern wurden Christian Pfarrer und Tobias Musikinstrumentenbauer. Von 1662 bis 1666 besuchte er das Gymnasium Zittau und war Präfekt des Schülerchors. 1667 immatrikulierte er sich an der Universität Leipzig.
1671 wurde er Collaborator an der Nikolaischule. 1677 wurde er als Nachfolger von Elias Nathusius zum Kantor der Nikolaikirche berufen. Neben dem Unterricht war er damit für die gottesdienstliche Musik der Schüler verantwortlich.
Als Frucht seines Amtes gab er 1682 das Neu Leipziger Gesangbuch heraus, das kein Gemeindegesangbuch im heutigen Sinn, sondern ein Kantional für den Schülerchor ist. Weitere Auflagen erschienen 1693 und 1707. Das Werk, zu dem Vopelius selbst vermutlich die meisten der anonymen Sätze darin beisteuerte, war von erheblichem Einfluss auf die Chormusik des späten 17. und frühen 18. Jahrhunderts in Mitteldeutschland. Für mehr als 30 Choralsätze Johann Sebastian Bachs sind die Fassungen aus Vopelius‘ Gesangbuch als Vorbild nachweisbar.

## Schriften
- Neu Leipziger Gesangbuch : Von den schönsten und besten Liedern verfasset/ In welchem Nicht allein des sel. Herrn D. Lutheri und andere mit Gottes Wort/ und unveränderter Augsburgischer Confession überein stimmende ... und gebräuchliche Gesänge/ Lateinische Hymni und Psalmen/ Mit 4. 5. bis 6. Stimmen/ deren Melodeyen Theils aus Johann Herman Scheins Cantional, und andern guten Autoribus zusammen getagen/ theils aber selbsten componiret ... / Mit Fleiß verfertiget und herausgegeben von Gottfried Vopelio .... Mit einer Vorrede D. Georgii Moebii ...  Leipzig: Klinger, 1682 (VD17 12:120222E)